# Acupalpus nanellus
Acupalpus nanellus är en skalbaggsart som beskrevs av Thomas Casey. Acupalpus nanellus ingår i släktet Acupalpus och familjen jordlöpare. Inga underarter finns listade i Catalogue of Life.